# Via airmails
Via airmails (Landing Stripling) è un film del 1962 diretto da Gene Deitch. Il film è il centoventesimo cortometraggio della serie Tom & Jerry e il sesto dei tredici a essere stato prodotto nello studio Rembrandt Films situato a Praga, capitale della Cecoslovacchia (oggi Repubblica Ceca), ed è stato distribuito il 18 maggio 1962.

## Trama
Uno strano uccello giallo con elmetto rosso atterra sul dormiente Tom, svegliandolo. Quest'ultimo si diverte a tormentare l'uccello, che viene poi difeso da Jerry. Il topo e l'uccello si alleano e insieme fanno finire diverse volte Tom nei guai. Alla fine, dopo averne subite di tutti i colori, il gatto cerca con un escamotage di mangiarsi il volatile, ma un aereo gli si schianta contro, per poi prendere quota. Tom poco dopo atterra stordito e si schianta su un albero dove ci sono Jerry e l'uccello. Quest'ultimo gli appiccica un adesivo con scritto "via posta aerea" e poi lo bacia.